# Élections cantonales de 1922 dans le Finistère
Les élections cantonales françaises de 1922 ont eu lieu les 14 mai et 21 mai 1922.

## Assemblée départementale sortante
| Parti                                          | Sigle    | Élus |
| ---------------------------------------------- | -------- | ---- |
| Majorité (24 sièges)                           |          |      |
| Alliance démocratique                          | Rép.G    | 18   |
| Radicaux et Radicaux-socialiste                | Rad      | 5    |
| Parti républicain-socialiste                   | Rép.soc  | 1    |
| Opposition (16 sièges)                         |          |      |
| Progressiste                                   | Prog-ERD | 8    |
| Conservateur                                   | Conserv  | 8    |
| Socialistes (3 sièges)                         |          |      |
| Section française de l'Internationale ouvrière | SFIO     | 3    |
| Président du conseil général                   |          |      |
| Albert Louppe (Rép.G)                          |          |      |

## Assemblée départementale élue
| Parti                                          | Sigle    | Sièges |
| ---------------------------------------------- | -------- | ------ |
| Républicains et radicaux (22 sièges)           |          |        |
| Alliance démocratique                          | Rép.G    | 16 -2  |
| Radicaux et Radicaux-socialiste                | Rad      | 5      |
| Parti républicain-socialiste                   | Rép.soc  | 1      |
| Droites (18 sièges)                            |          |        |
| Conservateur                                   | Conserv  | 9 +1   |
| Progressiste                                   | Prog-ERD | 9 +1   |
| Socialistes (3 sièges)                         |          |        |
| Section française de l'Internationale ouvrière | SFIO     | 3      |
| Président du conseil général                   |          |        |
| Albert Louppe (Rép.G)                          |          |        |

## Résultats par canton

### Canton de Brest-2
| Candidats | Candidats       | Étiquette | Premier tour | Premier tour | Second tour | Second tour |
| Candidats | Candidats       | Étiquette | Voix         | %            | Voix        | %           |
| --------- | --------------- | --------- | ------------ | ------------ | ----------- | ----------- |
|           | Victor Balanant | PDP       | 2 920        | 43.23        | 3 532       | 47.13       |
|           | Émile Goude *   | SFIO      | 2 772        | 41.04        | 3 963       | 52.88       |
|           | Jean Le Tréïs   | PC        | 599          | 8.87         |             |             |
|           | Mr Siou         | Ind.G     | 396          | 5.86         |             |             |
|           |                 |           |              |              |             |             |
| Inscrits  | Inscrits        | Inscrits  | 15 265       |              | 15 265      |             |
| Votants   | Votants         | Votants   | 6 832        | 44.76        | 7 619       | 49.91       |
| Exprimés  | Exprimés        | Exprimés  | 6 754        | 98.86        | 7 495       | 98.37       |

*sortant

### Canton de Brest-3
| Candidats | Candidats          | Étiquette | Premier tour | Premier tour | Second tour | Second tour |
| Candidats | Candidats          | Étiquette | Voix         | %            | Voix        | %           |
| --------- | ------------------ | --------- | ------------ | ------------ | ----------- | ----------- |
|           | Hippolyte Masson * | SFIO      | 1 493        | 53.86        | 1 697       | 82.82       |
|           | Pierre Coatélant   | Rép.G     | 1 072        | 38.67        |             |             |
|           | Daniel Le Flanchec | PC        | 128          | 4.62         |             |             |
|           |                    |           |              |              |             |             |
| Inscrits  | Inscrits           | Inscrits  | 7 631        |              | 7 631       |             |
| Votants   | Votants            | Votants   | 2 779        | 36.42        | 2 049       | 26.85       |
| Exprimés  | Exprimés           | Exprimés  | 2 772        | 99.75        | 1 742       | 85.02       |

*sortant

### Canton de Daoulas
Émile Villiers (Conserv) ne se représente pas.
|          | Charles Danguy des Déserts | Conserv (*) | 2 507 | 80.48 |  |  |
|          | Olivier Kerjean            | SFIO        | 605   | 19.42 |  |  |
|          |                            |             |       |       |  |  |
| Inscrits | Inscrits                   | Inscrits    | 6 089 |       |  |  |
| Votants  | Votants                    | Votants     | 3 167 | 52.01 |  |  |
| Exprimés | Exprimés                   | Exprimés    | 3 115 | 98.36 |  |  |

*sortant

### Canton de Lannilis
Pierre Lhostis (Conserv) ne se représente pas.
|          | Jean Audren de Kerdrel * | Conserv  | 2 338 | 96.53 |  |  |
|          |                          |          |       |       |  |  |
| Inscrits | Inscrits                 | Inscrits | 4 091 |       |  |  |
| Votants  | Votants                  | Votants  | 2 422 | 59.20 |  |  |
| Exprimés | Exprimés                 | Exprimés | 2 358 | 97.36 |  |  |

*sortant

### Canton de Plabennec
|          | André le Bescond de Coatpont * | Conserv  | 2 608 | 96.20 |  |  |
|          |                                |          |       |       |  |  |
| Inscrits | Inscrits                       | Inscrits | 3 611 |       |  |  |
| Votants  | Votants                        | Votants  | 2 711 | 75.08 |  |  |
| Exprimés | Exprimés                       | Exprimés | 2 631 | 97.05 |  |  |

*sortant

### Canton de Ploudalmézeau
|          | Jules Fortin * | Conserv  | 1 848 | 60.61 |  |  |
|          | Henri Lorin    | Rép.G    | 1 196 | 39.23 |  |  |
|          |                |          |       |       |  |  |
| Inscrits | Inscrits       | Inscrits | 4 124 |       |  |  |
| Votants  | Votants        | Votants  | 3 105 | 75.29 |  |  |
| Exprimés | Exprimés       | Exprimés | 3 049 | 98.20 |  |  |

*sortant

### Canton de Lanmeur
|          | Yves Guillemot * | Rép.G    | 2 379 | 97.70 |  |  |
|          |                  |          |       |       |  |  |
| Inscrits | Inscrits         | Inscrits | 3 704 |       |  |  |
| Votants  | Votants          | Votants  | 2 435 | 65.74 |  |  |
| Exprimés | Exprimés         | Exprimés | 2 389 | 98.11 |  |  |

*sortant

### Canton de Saint-Pol-de-Léon
|          | Alain Budes de Guébriant * | Conserv  | 3 123 | 74.46 |  |  |
|          | Nicolas Menut              | SFIO     | 1 046 | 24.94 |  |  |
|          |                            |          |       |       |  |  |
| Inscrits | Inscrits                   | Inscrits | 6 489 |       |  |  |
| Votants  | Votants                    | Votants  | 4 454 | 68.64 |  |  |
| Exprimés | Exprimés                   | Exprimés | 4 194 | 94.16 |  |  |

*sortant

### Canton de Plouescat
|          | Pierre Trémintin * | PDP      | 1 576 | 62.81 |  |  |
|          | Laurent Inizan     | Rép.G    | 439   | 17.50 |  |  |
|          | Paul Pichon        | Prog.ERD | 318   | 12.67 |  |  |
|          | Guillaume Quéran   | SFIO     | 173   | 6.90  |  |  |
|          |                    |          |       |       |  |  |
| Inscrits | Inscrits           | Inscrits | 3 230 |       |  |  |
| Votants  | Votants            | Votants  | 2 669 | 82.63 |  |  |
| Exprimés | Exprimés           | Exprimés | 2 509 | 94.01 |  |  |

*sortant

### Canton de Plouzévédé
Amaury Audren de Kerdrel, élu depuis 1894 est mort en 1921. Yves Caill (Rép.G) est élu lors de la partielle.
|          | Yves-Marie Caill * | Rép.G    | 1 505 | 50.37 |  |  |
|          | Jean du Penhoat    | Conserv  | 1 483 | 49.63 |  |  |
|          |                    |          |       |       |  |  |
| Inscrits | Inscrits           | Inscrits | 3 412 |       |  |  |
| Votants  | Votants            | Votants  | 3 011 | 88.25 |  |  |
| Exprimés | Exprimés           | Exprimés | 2 988 | 99.24 |  |  |

*sortant

### Canton de Saint-Thégonnec
|          | Yves-Marie Le Jeune * | Rad      | 1 645 | 86.13 |  |  |
|          |                       |          |       |       |  |  |
| Inscrits | Inscrits              | Inscrits | 2 949 |       |  |  |
| Votants  | Votants               | Votants  | 1 910 | 64.77 |  |  |
| Exprimés | Exprimés              | Exprimés | 1 645 | 86.13 |  |  |

*sortant

### Canton de Concarneau
| Candidats | Candidats                  | Étiquette | Premier tour | Premier tour | Deuxième tour | Deuxième tour |
| Candidats | Candidats                  | Étiquette | Voix         | %            | Voix          | %             |
| --------- | -------------------------- | --------- | ------------ | ------------ | ------------- | ------------- |
|           | Maurice Bouilloux-Lafont * | Rép.G     | 1 415        | 44.36        | 1 564         | 48.95         |
|           | Jacques Toiray             | Prog.ERD  | 1 157        | 36.27        | 1 446         | 45.26         |
|           | Guénolé Bescon             | SFIO      | 420          | 13.17        |               |               |
|           | Alphonse Duot/André Marty  | PC        | 197          | 6.18         | 184           | 5.76          |
|           |                            |           |              |              |               |               |
| Inscrits  | Inscrits                   | Inscrits  | 5 183        |              | 5 183         |               |
| Votants   | Votants                    | Votants   | 3 214        | 62.01        | 3 211         | 61.95         |
| Exprimés  | Exprimés                   | Exprimés  | 3 190        | 99.25        | 3 195         | 99.50         |

*sortant

### Canton de Fouesnant
|          | André Bénac | Rép.G *  | 1 431 | 92.22 |  |  |
|          |             |          |       |       |  |  |
| Inscrits | Inscrits    | Inscrits | 2 749 |       |  |  |
| Votants  | Votants     | Votants  | 1 550 | 56.38 |  |  |
| Exprimés | Exprimés    | Exprimés | 1 453 | 93.74 |  |  |

*sortant

### Canton de Pont-l'Abbé
Pierre Biger (Rép.G) ne se représente pas
| Candidats | Candidats        | Étiquette | Premier tour | Premier tour | Deuxième tour | Deuxième tour |
| Candidats | Candidats        | Étiquette | Voix         | %            | Voix          | %             |
| --------- | ---------------- | --------- | ------------ | ------------ | ------------- | ------------- |
|           | Louis Le Coz     | Rép.G (*) | 2 238        | 40.11        | 3 207         | 86.35         |
|           | Pierre-Jean Riou | PDP       | 1 705        | 30.56        | 108           | 3.15          |
|           | Eugène Kernaflen | SFIO      | 1 204        | 21.58        |               |               |
|           | Joseph Poulain   | PC        | 421          | 7.55         |               |               |
|           |                  |           |              |              |               |               |
| Inscrits  | Inscrits         | Inscrits  | 9 150        |              | 9 154         |               |
| Votants   | Votants          | Votants   | 5 632        | 61.55        | 3 714         | 40.57         |
| Exprimés  | Exprimés         | Exprimés  | 5 580        | 99.08        | 3 432         | 92.41         |

*sortant

### Canton de Rosporden
|          | Michel Kergourlay | Prog.ERD | 821   | 53.42 |  |  |
|          | Alain Le Meur *   | Rép.G    | 471   | 30.64 |  |  |
|          | Yves Quéméré      | PC       | 246   | 16.01 |  |  |
|          |                   |          |       |       |  |  |
| Inscrits | Inscrits          | Inscrits | 2 320 |       |  |  |
| Votants  | Votants           | Votants  | 1 563 | 67.37 |  |  |
| Exprimés | Exprimés          | Exprimés | 1 537 | 98.34 |  |  |

*sortant

### Canton de Pont-Croix
|          | Jean Jadé        | PDP      | 2 617 | 52.12 |  |  |
|          | Maurice Fenoux * | Rép.G    | 1 623 | 32.34 |  |  |
|          | Jean-Yves Hélias | SFIO     | 775   | 15.44 |  |  |
|          |                  |          |       |       |  |  |
| Inscrits | Inscrits         | Inscrits | 8 202 |       |  |  |
| Votants  | Votants          | Votants  | 5 057 | 61.66 |  |  |
| Exprimés | Exprimés         | Exprimés | 5 021 | 99.29 |  |  |

*sortant

### Canton de Crozon
|          | Jean Cariou * | Prog (ex Rép.G) | 1 647 | 92.42 |  |  |
|          |               |                 |       |       |  |  |
| Inscrits | Inscrits      | Inscrits        | 5 373 |       |  |  |
| Votants  | Votants       | Votants         | 1 782 | 33.17 |  |  |
| Exprimés |               |                 |       |       |  |  |

*sortant

### Canton de Pleyben
|          | Jean-François Berthélémé * | Prog.ERD | 1 630 | 51.85 |  |  |
|          | Alain Le Séac'h            | Rép.G    | 1 514 | 48.16 |  |  |
|          |                            |          |       |       |  |  |
| Inscrits | Inscrits                   | Inscrits | 5 054 |       |  |  |
| Votants  | Votants                    | Votants  | 3 188 | 63.08 |  |  |
| Exprimés | Exprimés                   | Exprimés | 3 144 | 98.62 |  |  |

*sortant

### Canton de Carhaix-Plouguer
|          | Ferdinand Lancien * | Rép.soc  | 2 914 | 98.02 |  |  |
|          |                     |          |       |       |  |  |
| Inscrits | Inscrits            | Inscrits | 4 696 |       |  |  |
| Votants  | Votants             | Votants  | 2 973 | 63.31 |  |  |
| Exprimés | Exprimés            | Exprimés | 2 926 | 98.42 |  |  |

*sortant

### Canton de Bannalec
|          | Yves Tanguy * | Rad-soc  | 2 240 | 95.24 |  |  |
|          |               |          |       |       |  |  |
| Inscrits | Inscrits      | Inscrits | 3 706 |       |  |  |
| Votants  | Votants       | Votants  | 2 352 | 53.93 |  |  |
| Exprimés | Exprimés      | Exprimés | 2 243 | 95.37 |  |  |

*sortant

### Canton d'Arzano
|          | Yves Guyonvarch * | Prog.ERD | 984   | 89.62 |  |  |
|          | Jean-Marie Gallo  | Soc.ind  | 80    | 7.52  |  |  |
|          |                   |          |       |       |  |  |
| Inscrits | Inscrits          | Inscrits | 1 567 |       |  |  |
| Votants  | Votants           | Votants  | 1 098 | 70.07 |  |  |
| Exprimés | Exprimés          | Exprimés | 1 064 | 96.90 |  |  |

*sortant